# NGC 4041
NGC 4041 (другие обозначения — UGC 7014, MCG 10-17-129, ZWG 292.61, ARAK 342, IRAS11596+6224, PGC 37999) — галактика в созвездии Большая Медведица.
Этот объект входит в число перечисленных в оригинальной редакции «Нового общего каталога».
В галактике вспыхнула сверхновая SN 1994W типа IIp, её пиковая видимая звездная величина составила 13,5.
Галактика NGC 4041 входит в состав группы галактик NGC 4036. Помимо NGC 4041 в группу также входят NGC 4036, IC 758, UGC 7009 и UGC 7019.
Галактика NGC 4041 входит в состав группы галактик NGC 4125. Помимо NGC 4041 в группу также входят ещё 13 галактик.